# Finales de la NBA de 1971
Las Finales de la NBA de 1971 fueron las series definitivas de los playoffs de 1971 y suponían la conclusión de la temporada 1970-71 de la NBA, con victoria de Milwaukee Bucks, campeón de la Conferencia Oeste, sobre Baltimore Bullets, campeón de la Conferencia Este. Fue el único título de la historia para los Bucks, hasta 50 años después en la temporada 2020-21. El enfrentamiento reunió a 4 futuros miembros del Basketball Hall of Fame, 2 de cada equipo. Fue la primera vez en 10 años que un equipo localizado en el estado de California no llegaba a las finales, y la última en la que ambos equipos disputaban por primera vez una final hasta las Finales de 2006, en las que lo hicieron Dallas Mavericks y Miami Heat. Fue también la única ocasión en la que las finales se disputaron alternando las sedes de los partidos.

## Resumen
| Partido | Fecha       | Equipo local | Resultado | Equipo visitante |
| ------- | ----------- | ------------ | --------- | ---------------- |
| 1       | 21 de abril | Milwaukee    | 98-88     | Baltimore        |
| 2       | 25 de abril | Baltimore    | 83–102    | Milwaukee        |
| 3       | 28 de abril | Milwaukee    | 107–99    | Baltimore        |
| 4       | 30 de abril | Baltimore    | 106–118   | Milwaukee        |

Bucks gana las series 4-0

## Enfrentamientos en temporada regular
Durante la temporada regular, los Bucks y los Bullets se vieron las caras en cinco ocasiones, jugando tres encuentros en el Milwaukee Arena y dos en el Baltimore Civic Center. La ventaja era de los Bucks, que habían conseguido ganar en cuatro ocasiones.
| 24 de octubre | Baltimore Bullets | 120–122 | Milwaukee Bucks |                                      |
|               |                   |         |                 |                                      |
|               |                   |         |                 | Pabellón: Milwaukee Arena, Milwaukee |

| 15 de noviembre | Baltimore Bullets | 90–105 | Milwaukee Bucks |                                      |
|                 |                   |        |                 |                                      |
|                 |                   |        |                 | Pabellón: Milwaukee Arena, Milwaukee |

| 9 de diciembre | Milwaukee Bucks | 97–127 | Baltimore Bullets |                                             |
|                |                 |        |                   |                                             |
|                |                 |        |                   | Pabellón: Baltimore Civic Center, Baltimore |

| 10 de enero | Baltimore Bullets | 99–151 | Milwaukee Bucks |                                      |
|             |                   |        |                 |                                      |
|             |                   |        |                 | Pabellón: Milwaukee Arena, Milwaukee |

| 20 de enero | Milwaukee Bucks | 120–116 | Baltimore Bullets |                                             |
|             |                 |         |                   |                                             |
|             |                 |         |                   | Pabellón: Baltimore Civic Center, Baltimore |

## Resumen de los partidos
| 21 de abril                      | Baltimore Bullets                                          | 88–98                | Milwaukee Bucks                                                              |                                                                                 |  |  |
|                                  | Parciales: 22–28, 20–22, 26–29, 20–19                      |                      |                                                                              |                                                                                 |  |  |
|                                  | Estadísticas Earl Monroe 26 John Tresvant 14 Fred Carter 4 | Reporte Pts Reb Asts | Estadísticas Kareem Abdul-Jabbar 31 Kareem Abdul-Jabbar 17 Oscar Robertson 7 | Pabellón: Milwaukee Arena, Milwaukee, Wisconsin Asistencia: 10,746 espectadores |  |  |
| Milwaukee lidera las series, 1–0 |                                                            |                      |                                                                              |                                                                                 |  |  |
|                                  |                                                            |                      |                                                                              |                                                                                 |  |  |

| 25 de abril                      | Milwaukee Bucks                                                               | 102–83               | Baltimore Bullets                                      |                                                                                       |  |  |
|                                  | Parciales: 26–26, 23–19, 30–16, 23–22                                         |                      |                                                        |                                                                                       |  |  |
|                                  | Estadísticas Kareem Abdul-Jabbar 27 Kareem Abdul-Jabbar 24 Oscar Robertson 10 | Reporte Pts Reb Asts | Estadísticas Jack Marin 22 Wes Unseld 20 Earl Monroe 6 | Pabellón: Baltimore Civic Center, Baltimore, Maryland Asistencia: 12,289 espectadores |  |  |
| Milwaukee lidera las series, 2–0 |                                                                               |                      |                                                        |                                                                                       |  |  |
|                                  |                                                                               |                      |                                                        |                                                                                       |  |  |

| 28 de abril                      | Baltimore Bullets                                     | 99–107               | Milwaukee Bucks                                                         |                                                                                 |  |  |
|                                  | Parciales: 22–30, 24–24, 23–25, 30–28                 |                      |                                                                         |                                                                                 |  |  |
|                                  | Estadísticas Jack Marin 21 Wes Unseld 23 Wes Unseld 6 | Reporte Pts Reb Asts | Estadísticas Bob Dandridge 29 Kareem Abdul-Jabbar 21 Oscar Robertson 12 | Pabellón: Milwaukee Arena, Milwaukee, Wisconsin Asistencia: 10,746 espectadores |  |  |
| Milwaukee lidera las series, 3–0 |                                                       |                      |                                                                         |                                                                                 |  |  |
|                                  |                                                       |                      |                                                                         |                                                                                 |  |  |

| 30 de abril                    | Milwaukee Bucks                                                                       | 118–106              | Baltimore Bullets                                       |                                                                                       |  |  |
|                                | Parciales: 31–22, 29–25, 29–30, 29–29                                                 |                      |                                                         |                                                                                       |  |  |
|                                | Estadísticas Oscar Robertson 30 Abdul-Jabbar, Dandridge 12 cada uno Oscar Robertson 9 | Reporte Pts Reb Asts | Estadísticas Fred Carter 28 Wes Unseld 23 Wes Unseld 10 | Pabellón: Baltimore Civic Center, Baltimore, Maryland Asistencia: 11,842 espectadores |  |  |
| Milwaukee gana las series, 4–0 |                                                                                       |                      |                                                         |                                                                                       |  |  |
|                                |                                                                                       |                      |                                                         |                                                                                       |  |  |

La liga ya la formaban 17 equipos, y se organizó en cuatro divisiones. Milwaukee dominó la temporada regular con 66 victorias y 16 derrotas, llegando a conseguir 20 victorias seguidas, vatiendo el viejo récord que poseían los New York Knicks. La columna vertebral del equipo la formaban los futuros miembros del Basketball Hall of Fame. Por un lado, Big O, Oscar Robertson, quien, tras 10 años en Cincinnati Royals sin ganar un solo título, llegaba a los Bucks ya con 32 años para complementar a la otra estrella del equipo, Lew Alcindor, quien, al día siguiente de ganar el anillo se cambió el nombre por el de Kareem Abdul Jabbar. Robertson, que había promediado durante muchas temporadas más de 30 puntos por partido, cayó hasta los 19,4 en la temporada 1970-71, pero su juego se basó en hacer correr al equipo y que le llegaran balones al gran hombre. Y funcionó. Alcindor lideró la liga en anotación, con 31,7 puntos por partido, y fue elegido MVP de la NBA.
Baltimore, por su parte, llegaba a la final tras acabar la temporada regular liderando la División Central, pero con tan sólo 42 victorias por 40 derrotas. Además, en las finales de conferencia tuvieron que emplearse a fondo ante los Knicks, a quienes derrotaron el en séptimo partido dos días antes del comienzo de las finales. Además, su pívot Wes Unseld acababa de recuperarse de una lesión en la rodilla, mientras que Gus Johnson se lesionaba en ese partido y se perdía los dos primeros enfrentamientos ante los Bucks y Earl "The Pearl" Monroe arrastró molestias crónicas también en las rodillas durante toda la temporada.
Así las cosas, de no haber sido por las lesiones, las series finales hubieran ofrecido un gran espectáculo. Unseld era 17 centímetros más bajo que Alcindor, pero 9 kilos más pesado. Y el duelo entre Robertson y un joven Monroe podía haber pasado por una batalla generacional. Monroe consiguió 26 puntos en el primer partido, pero Alcindor logró 31, a pesar de cargarse de faltas en el primer periodo. Los Bucks dominaron cómodamente el encuentro, acabando con un 98-88 en el marcador del Milwaukee Arena.
En el segundo encuentro, disputado en Baltimore, Unseld tiró de músculo para alejar a Alcindor de la canasta, pero el resto del equipo no colaboró. robertson maniató a Monroe, que se quedó con 11 puntos, mientras Big O lograba 22. Los Bucks se llevaron una más que cómoda victoria por 102-83. De vuelta en Milwaukee, los Bucks se colocaron con un 3-0 a su favor logrando la victoria por 107-99, con Bobby Dandridge en plan estella, anotando 29 puntos.
Robinson jugó su mejor encuentro en el cuarto y a la postre definitivo partido, consiguiendo 30 puntos, dejando el marcador en 118-106, logrando el primer y único anillo para los de Milwaukee. Parecía el inicio de una nueva dinastía dentro de la NBA, pero incomprensiblemente la directiva rompió el equipo con su política de traspasos. Años más tarde, Robinson recordaría lo sucedido.

Tras lograr el campeonato, (los directivos) hicieron algo realmente estúpido. Traspasaron a Greg Smith, Bob Boozer y Dick Cunningham. Hay gente que realmente nunca entenderá el concepto de equipo. Ganas un campeonato y traspasas a jugadores clave...eso es como el beso de la muerte.

Lew Alcindor fue elegido MVP de las Finales, galardón que repetiría 14 años más tarde, en las Finales de 1985.